# کیتی داونز
کیتی داونز (انگلیسی: Katie Downes؛ زاده ۱۶ مهٔ ۱۹۸۴) یک مدل انگلیسی است. 